# Notoproctus godeffroyi
Notoproctus godeffroyi är en ringmaskart som beskrevs av Augener 1922. Notoproctus godeffroyi ingår i släktet Notoproctus och familjen Maldanidae. Inga underarter finns listade i Catalogue of Life.